# Eleição municipal de Natal em 2000
A eleição municipal de Natal em 2000 ocorreu em 1 de outubro do mesmo ano, para a eleição de um prefeito, um vice-prefeito e mais 21 vereadores. A prefeita Wilma de Faria (PSB) foi reeleita no primeiro turno, para governar a cidade pelo período de 1º de janeiro de 2001 a 31 de dezembro de 2004.
Dois anos depois, em 2002, Wilma renunciou para disputar o governo do estado com sucesso e em seu lugar assumiu Carlos Eduardo Alves.
Wilma Maria de Faria nasceu em 17 de fevereiro de 1945, filha de Morton Mariz de Faria e de Francisca Sales Paraguai Faria. Seu tio-avô paterno, Juvenal Lamartine de Faria, foi deputado federal pelo Rio Grande do Norte de 1906-1926, senador em 1927 e governador do estado de 1930. Outro tio-avô, Dinarte Mariz, foi importante chefe político do Rio Grande do Norte: participou das revoluções de 1930 e 1932, foi senador de 1956, governador de 1961 e senador de 1984.
Casada com Lavoisier Maia, membro de uma das famílias de maior prestígio político do Rio Grande do Norte, passou a assinar Wilma Maria de Faria Maia. Durante o governo de seu marido (1978-1982), coordenou o Programa Nacional do Voluntariado (Pronav), da Legião Brasileira de Assistência (LBA), e presidiu o Movimento de Integração e Orientação Social (Meios) e a Associação de Pais e Amigos dos Excepcionais (APAE).
Com a eleição, em novembro de 1982, de José Agripino Maia, do Partido Democrático Social (PDS), primo de seu marido, para o governo do Rio Grande do Norte, foi convidada para a Secretaria do Trabalho e Bem-Estar Social, além de presidir a Fundação Estadual do Trabalho e Ação Comunitária e o Conselho Estadual de Menores, funções que exerceu até o fim do governo.
Em novembro de 1985 disputou a prefeitura de Natal, na coligação do PDS com o Partido da Frente Liberal (PFL). Apoiada pelo governador, sua candidatura foi envolvida em acusações de fraude. Segundo fita apresentada pelo ministro da Administração, Aluísio Alves, tio do candidato Garibaldi Alves, do Partido do Movimento Democrático Brasileiro (PMDB), José Agripino Maia teria instruído prefeitos do partido a utilizar carros oficiais na campanha de Vilma e a comprar votos para garantir sua eleição. José Agripino Maia negou a veracidade da fita, mas Vilma foi derrotada por Garibaldi Alves.
Em novembro de 1986 candidatou-se à Assembleia Nacional Constituinte (ANC) na legenda do PDS e destacou-se pelo estilo de campanha, trocando os palanques pelas visitas de casa  pelos adversários do PMDB, e até por alguns correligionários, de se utilizar da máquina estadual para obter votos, surpreendeu os membros da própria família ao se eleger com a maior votação do estado, cerca de 144 mil votos. 
Em 1988, licenciou-se duas vezes do mandato de deputada federal: a primeira vez, por motivos de saúde; já a segunda, para resolver problemas pessoais, ocorreu quatro meses depois e durou 120 dias.
Candidatou-se novamente à prefeitura de Natal em outubro de 1988, agora na legenda do Partido Democrático Trabalhista (PDT). Eleita, assumiu a prefeitura em 1º de janeiro do ano seguinte. Sua vaga na Câmara foi assumida por Antônio Filgueiras de Oliveira, primeiro suplente do PDS. Nas eleições para o governo do estado em outubro de 1990, esteve ao lado do marido Lavoisier Maia, que rompera com a família Maia e se candidatara pelo PDT com apoio do governador Geraldo Melo (1987-1991), político ligado à família Alves, concorrendo com José Agripino Maia, do Partido da Frente Liberal (PFL). Em 1991 separou-se de Lavoisier Maia, com quem tivera quatro filhos. Em seguida, assumiu publicamente o romance com o advogado Herbert Spencer Batista Meira, seu ex-chefe da Casa Civil, que resultou  partir de então, passou a assinar Vilma Maria de Faria Meira, abandonando o sobrenome Maia. Permaneceu à frente da prefeitura até janeiro de 1993, no fim do mandato, tendo elegido o sucessor, Aldo Tinoco Filho, do Partido Socialista Brasileiro (PSB), que se tornaria seu desafeto na política local.
No final de 1994, candidatou-se ao governo do Rio Grande do Norte por uma coligação de partidos de esquerda formada por PSB, PCdoB, PPS, PV, PCB e PMN. Disputou o cargo com Lavoisier Maia — candidato da coligação PDT, PP, PL, PTB e PFL —, Garibaldi Alves Filho — candidato da coligação PMDB, PSDB e PPR —, e Fernando Mineiro PT, em coligação com o PSTU. O pleito foi vencido por Garibaldi Alves Filho, cabendo a Vilma o quarto lugar.
Em outubro de 1996, concorreu mais uma vez à prefeitura de Natal na legenda do PSB, obtendo 35,791% dos votos no primeiro turno, seguida por Maria de Fátima Bezerra, candidata do PT, que obteve 28,885% dos votos. No segundo turno, conseguiu eleger-se, contando com o apoio do senador José Agripino Maia (PFL). Em janeiro do ano seguinte, voltou a ocupar a prefeitura de Natal.
Nas eleições de outubro de 2000, recebendo o apoio do então governador Garibaldi Alves Filho (PMDB), candidatou-se novamente à prefeitura de Natal, na legenda do PSB. Sua atuação política na cidade garantiu a vitória ainda no primeiro turno, com um total significativo de votos (178.016), equivalente a 57,714% dos sufrágios válidos. No mesmo ano, concluiu o mestrado em educação, na área de representação social, no Programa de Pós-Graduação  do Rio Grande do Norte (UFRN).
Em abril de 2002, licenciou-se da prefeitura de Natal para dedicar-se à campanha para o governo do estado.

## Candidatos a prefeito(a)
| Candidato(a)                                      | Nome na Legenda | Vice                                      | Partido | Nº | Coligação                                                                     |
| ------------------------------------------------- | --------------- | ----------------------------------------- | ------- | -- | ----------------------------------------------------------------------------- |
| Carlos Roberto Ronconi                            | Roberto Ronconi | Esmeraldo Bezerra Cavalcanti Tomaz (PSDC) | PSDC    | 27 | União Independente (PSDC, PRTB)                                               |
| Dário Barbosa de Melo                             | Dário Barbosa   | José Cherliton Saraiva da Silva (PSTU)    | PSTU    | 16 | PSTU (sem coligação)                                                          |
| Marconio Cruz do Nascimento                       | Marconio Cruz   | José Luiz dos Santos (PSC)                | PSC     | 20 | PSC (sem coligação)                                                           |
| Maria de Fátima Bezerra                           | Fátima Bezerra  | Leonardo Arruda Câmara (PDT)              | PT      | 13 | Frente Popular do Natal (PT, PDT, PCdoB, PCB, PHS, PTdoB)                     |
| Maurício Pereira Dantas                           | Maurício Dantas | Carlos Henrique da Silva Cruz (PTN)       | PTN     | 19 | PTN (sem coligação)                                                           |
| Raimundo Júlio do Nascimento                      | Raimundo Júlio  | Regina Lucimar da Silva (PGT)             | PGT     | 30 | PGT (sem coligação)                                                           |
| Sonali Rosado Cascudo Rodrigues Nelson dos Santos | Sonali Rosado   | Anita Louise Catalão Maia (PFL)           | PSDB    | 45 | Vontade do Povo (PSDB, PFL, PRN, PSL, PTB)                                    |
| Wilma Maria de Faria                              | Wilma de Faria  | Carlos Eduardo Nunes Alves (PMDB)         | PSB     | 40 | Unidade Popular a Favor de Natal (PSB, PMDB, PPS, PPB, PMN, PV, PL, PAN, PSD) |

## Resultado da eleição para prefeito
| 1º Turno 1 de outubro de 2000 | 1º Turno 1 de outubro de 2000          | 1º Turno 1 de outubro de 2000 | 1º Turno 1 de outubro de 2000 |
| Candidato(a)                  | Vice                                   | Votação                       | Votação                       |
| Candidato(a)                  | Vice                                   | Total                         | Porcentagem                   |
| ----------------------------- | -------------------------------------- | ----------------------------- | ----------------------------- |
| Wilma de Faria (PSB)          | Carlos Eduardo Alves (PMDB)            | 178.016                       | 57,71%                        |
| Fátima Bezerra (PT)           | Leonardo Arruda Câmara (PDT)           | 90.630                        | 29,38%                        |
| Sonali Rosado (PSDB)          | Anita Catalão Maia (PFL)               | 33.995                        | 11,02%                        |
| Dário Barbosa (PSTU)          | José Cherliton Saraiva da Silva (PSTU) | 1.422                         | 0,46%                         |
| Maurício Dantas (PTN)         | Carlos Henrique da Silva Cruz (PTN)    | 1.286                         | 0,42%                         |
| Marconio Cruz (PSC)           | José Luiz dos Santos (PSC)             | 1.123                         | 0,36%                         |
| Roberto Ronconi (PSDC)        | Esmeraldo Cavalcanti (PSDC)            | 1.065                         | 0,35%                         |
| Raimundo Júlio (PGT)          | Regina Lucimar da Silva (PGT)          | 906                           | 0,29%                         |
| Total de votos válidos        | Total de votos válidos                 | 308.443                       | 100,00%                       |
| Votos apurados                |                                        |                               |                               |
| Votos válidos                 | Votos válidos                          | 308.443                       | 90,59%                        |
| Votos em branco               | Votos em branco                        | 10.599                        | 3,11%                         |
| Votos nulos                   | Votos nulos                            | 21.447                        | 6,30%                         |
| Total de votos apurados       | Total de votos apurados                | 340.489                       | 100,00%                       |
| Eleitores                     |                                        |                               |                               |
| Comparecimento                | Comparecimento                         | 340.489                       | 85,58%                        |
| Abstenções                    | Abstenções                             | 57.381                        | 14,42%                        |
| Total de eleitores            | Total de eleitores                     | 397.870                       | 100,00%                       |